# Rur (rzeka)
Rur (niderl. Roer) – rzeka płynąca przez Niemcy (około 90% przebiegu), Belgię i Holandię. Wpada do Mozy. Długość wynosi około 170 km.
Podczas II wojny światowej, od 16 grudnia 1944 do 23 lutego 1945, wzdłuż rzeki przebiegała linia frontu. Alianci nie mogli przekroczyć rzeki, gdyż Niemcy kontrolowali zapory w jej górnym biegu i mogli w każdej chwili je wysadzić, zalewając dolinę rzeki i zatrzymując natarcie. Przewidując planowane amerykańskie natarcie, Niemcy wysadzili zapory 9 lutego 1945. Przez następne dwa tygodnie, aż opadły wody, rzeka stanowiła nieprzekraczalną barierę. Dopiero 23 lutego amerykańska 9 armia przekroczyła rzekę i ruszyła w stronę Renu.